# ブーストアップ
ブーストアップ（Boost up）とは、過給機付きのエンジンにおける改造方法（チューニング）の一つ。

## 概要
過給機付きエンジンでは、ターボチャージャーなどの過給機を用いてエンジンが吸入する空気に圧力（過給圧、ブースト圧）をかけて押し込むことにより、より多くの酸素を取り込み、それに見合った燃料を供給（増量）することで、NAエンジンに比べ出力を増加させている。
一般的に、過給圧をより高めることでそれに合わせてエンジン出力を増加させることができるが、過度に過給圧を高めるとノッキングやデトネーションなどの異常燃焼が発生するため、ピストンを守るために燃焼室の圧縮比を下げる必要があり、それに伴う低回転域でのドライバビリティーや燃費の低下が避けられない。さらに、エンジンやターボチャージャーが耐えることができる過給圧には限界があり、過給圧を高めすぎるとそれらの耐久性が減少し、あるいは損傷する。
市販車では、これらのデメリットを回避するために低めの過給圧が設定されており、その結果としてエンジンやターボチャージャーは出力性能に余力を持っている。この余力を生かしてエンジンやターボチャージャーの耐久限界を超えない程度に過給圧を高め、デメリットとトレードオフさせ、より高いエンジン出力を得ることをブーストアップという。

## ブーストアップの方法
- 吸気抵抗の低減
  - エアクリーナーの容量を上げる、濾過性能を低下させ風気性の良い物に交換する。
  - 吸気管の内径や取り回しを適正化。
  - インタークーラー容量の適正化。
- 排気抵抗の低減
  - タービンのレスポンスや回転力を向上させる、適切なエキゾーストマニホールドの選択。
  - マフラーの容量拡大を含め、排気管の内径の適正化。
- 過給圧の制御
  - ブーストコントローラーを装備し、最大過給圧を変更する。
  - アクチュエーターやウェイストゲートバルブなどのバイパスバルブ本体やばねを強化品に変更する。
  - 調整式バイパスバルブの場合は、それを調整して最大過給圧を変更する。

### メリット
特筆すべき点は「パワー的に失う物が無い」という事である。タービン交換の場合は、ある回転域での出力は向上しても、全域では望むような出力特性とならないことが多い。しかしブーストアップでは、ノーマルを一回り太らせたような（排気量を拡大したような）特性となることが多く、ドライバビリティー低下の心配が少ない。
日産・RB26DETT型エンジンでは、ブーストアップのみで500ps（ノーマルは自主規制値の280ps）を超える例もあり、タービン交換にも引けを取らないパワーを得ることが出来る。

### デメリット
ブーストアップは、安全の為のリミッターを外す（もしくは変更する）事と同義であり、自動車メーカーの計算により設定されたエンジンやタービンへの保護機能を意図的に狂わす事になるため、これを実行してそれらを破損したとしても、メーカー保証の対象外となる。また、特に使用過程車ではエンジンの状態に個体差が大きく、同じ過給圧設定でも寿命が大きく異なる場合がある。
また、エンジンの燃焼エネルギーの増大に伴い、熱の発生が多くなる。そのため、冷却系（ラジエーター、オイルクーラー、インタークーラー）の能力を向上させる必要がある。車両によっては燃料ポンプやインジェクターの供給容量が要求量に追いつかなくなり、交換しなければならないこともある。
また、大幅なブーストアップを行った場合、標準のエンジンコントロールユニット（ECU）が増加した空気の流入量を認識できず、適切な空燃比調整ができなくなることがある。その場合、相対的に燃料が不足する「リーン」状態となり、期待したほどにパワーが上がらないばかりか、燃料の気化による燃焼室まわりの冷却が不足し、ピストンやバルブの溶解を引き起こすなど、致命的な故障（エンジンブロー）につながることがある。大幅なブーストアップを行うときには、ECUの燃料マッピングデータを書き換える、もしくはチューニング専用コントロールユニットに交換し、吸入空気量に見合った燃料の供給量とする必要がある。

## スーパーチャージャーにおけるブーストアップ
過給するという点ではスーパーチャージャーも同様である。スーパーチャージャーの場合はバイパスバルブに当たる存在は無いが、プーリーを変更し、スーパーチャージャーの回転数を変更する事によって過給圧を調整することが可能である。
この場合、失うパワーは少ない（駆動損失がやや増える）が、燃費の悪化は避けられない。